# Lasiomma guttata
Lasiomma guttata är en tvåvingeart som först beskrevs av Fritz Isidore van Emden 1941.  Lasiomma guttata ingår i släktet Lasiomma och familjen blomsterflugor.
Artens utbredningsområde är Kenya. Inga underarter finns listade i Catalogue of Life.